# Герой Монгольської Народної Республіки
Герой Монгольської Народної Республіки (монг. Бүгд Найрамдах Монгол Ардын Улсын баатар) — вище почесне звання МНР.

## Нагороджені
1. 23 вересня 1922 — Дамдін Сухе-Батор, Головнокомандувач Збройними силами Монголії, військовий міністр Монголії
2. 24 квітня 1924 — Хатан-Батор Максаржав, військовий міністр Монголії
3. 29 січня 1936 — Шагдарін Гонгор, полковник Монгольської народної армії, за відзнаку в прикордонному конфлікті з японцями
4. 7 квітня 1936 — Дамчаагійн Демберел, підполковник Монгольської народної армії, за відзнаку в прикордонному конфлікті з японцями
5. 7 вересня 1939 — Лодонгійн Дандар, полковник Монгольської народної армії, за відзнаку в боях на Халхин-Голі
6. 21 жовтня 1939 — Цендійн Олзвой, рядовий Монгольської народної армії, за відзнаку в боях на Халхин-Голі
7. 10 липня 1941 — Хорлогійн Чойбалсан, Маршал Монгольської Народної Республіки
8. 20 вересня 1945 — Хорлогійн Чойбалсан, Маршал Монгольської Народної Республіки
9. 26 вересня 1945 — Лувсанцеренгійн Аюуш, рядовий Монгольської народної армії, кулеметник, нагороджений посмертно за відзнаку в радянсько-японській війні
10. 26 вересня 1945 — Самгійн Дампіл, майор Монгольської народної армії, за відзнаку в радянсько-японській війні
11. 26 вересня 1945 — Дашін Данзанванчиг, майор Монгольської народної армії, за відзнаку в радянсько-японській війні
12. 28 січня 1949 — Самданжамцин Лхагвадорж, капітан Монгольської народної армії
13. 28 січня 1949 — Баянбалин Тегшее, рядовий Монгольської народної армії
14. 28 січня 1949 — Лхунревійн Даваадорж, цирик (рядовий) Монгольської народної армії
15. 17 грудня 1949 — Сталін Йосип Віссаріонович, Генералісимус Радянського Союзу
16. 29 травня 1957 — Ворошилов Климент Єфремович, Маршал Радянського Союзу
17. 17 жовтня 1961 — Хорлоогійн Дамба, рядовий Монгольської народної армії
18. 12 грудня 1961 — Тітов Герман Степанович, льотчик-космонавт СРСР
19. 13 липня 1962 — Жадамбин Нехійт, майор Монгольської народної армії
20. 29 вересня 1964 — Лувсандоржійн Гелегбатор, старший лейтенант Монгольської народної армії
21. 12 травня 1965 — Чоймболин Шагдарсурен, підполковник Монгольської народної армії, один із перших військових льотчиків Монголії
22. 31 травня 1965 — Ніколаєв Андріян Григорович, льотчик-космонавт СРСР
23. 16 вересня 1966 — Юмжагійн Цеденбал, Голова Ради Міністрів Монгольської Народної Республіки, перший секретар Монгольської народної революційної партії
24. 18 серпня 1967 — Бєляєв Павло Іванович, льотчик-космонавт СРСР
25. 14 червня 1968 — Баясгалангійн Бадам, рядовий Монгольської народної армії
26. 12 серпня 1969 — Жуков Георгій Костянтинович, Маршал Радянського Союзу
27. 18 серпня 1969 — Чойн Дугаржав, підполковник Монгольської народної армії
28. 18 серпня 1969 — Даржагійн Хаянхярва, майор Монгольської народної армії
29. 12 березня 1971 — Пунцагійн Чогдон, полковник Монгольської народної армії
30. 12 березня 1971 — Дугерійн Нянтайсурен, полковник Монгольської народної армії
31. 7 травня 1971 — Конєв Іван Степанович, Маршал Радянського Союзу
32. 7 травня 1971 — Плієв Ісса Олександрович, генерал армії СРСР
33. 7 травня 1971 — Судець Володимир Олександрович, маршал авіації СРСР
34. 1 липня 1971 — Горбатко Віктор Васильович, льотчик-космонавт СРСР
35. 13 жовтня 1971 — Тувденгійн Бор
36. 13 жовтня 1971 — Бегзійн Гіваан, молодший сержант Монгольської народної армії
37. 10 жовтня 1972 — Рукавишников Микола Миколайович, льотчик-космонавт СРСР
38. 7 липня 1973 — Дуламдоржійн Самдан, рядовий Монгольської народної армії
39. 12 вересня 1973 — Дугерійн Гуулін, рядовий Монгольської народної армії
40. 6 березня 1974 — Гомбин Ценд
41. 16 вересня 1974 — Батин Дорж, генерал армії Монгольської народної армії, міністр оборони Монгольської Народної Республіки
42. 15 липня 1975 — Федюнінський Іван Іванович, генерал армії СРСР
43. 2 вересня 1975 — Магсарин Жанчів
44. 14 грудня 1976 — Брежнєв Леонід Ілліч, Маршал Радянського Союзу, Генеральний секретар ЦК КПРС
45. 19 лютого 1979 — Косигін Олексій Миколайович, Голова Ради Міністрів СРСР
46. 18 серпня 1979 — Норпілійн Жамба, старшина Монгольської народної армії
47. 18 серпня 1979 — Самдангійн Тумурбатор, підполковник Монгольської народної армії
48. 18 серпня 1979 — Мазімін Екей, лейтенант Монгольської народної армії
49. 13 березня 1981 — Буточійн Цог, генерал-полковник Монгольської народної армії, міністр оборони Монгольської Народної Республіки
50. 31 березня 1981 — Жугдердемідійн Гуррагча, полковник Монгольської народної армії, перший космонавт Монголії
51. 31 березня 1981 — Джанібеков Володимир Олександрович, льотчик-космонавт СРСР
52. 8 червня 1981 — Устінов Дмитро Федорович, Маршал Радянського Союзу, міністр оборони СРСР
53. 22 жовтня 1981 — Ковальонок Володимир Васильович, льотчик-космонавт СРСР
54. 22 жовтня 1981 — Савіних Віктор Петрович, льотчик-космонавт СРСР
55. 9 липня 1983 — Дамдіни Намнан, рядовий Монгольської народної армії
56. 15 серпня 1984 — Енхійн Шийленг, боєць Монгольської народної армії, за відзнаку в боях на Халхин-Голі
57. 15 серпня 1984 — Ванчинжавин Шарав, боєць Монгольської народної армії, за відзнаку в боях на Халхин-Голі (посмертно)
58. 31 серпня 1985 — Туувейн Дуудей, боєць Монгольської народної армії, за відзнаку в радянсько-японській війні 1945 року
59. 19 липня 1989 — Жамин Лхагвасурен, генерал-полковник Монгольської народної армії, за відзнаку в боях на Халхин-Голі (посмертно)